# Żarnowica Mała
Żarnowica MałUn [pronunciación en polaco: /ʐarnɔˈvit͡sa ˈmawa/] es un pueblo ubicado en el distrito administrativo de Gmina Wolbórz, dentro del Condado de Piotrków, Voivodato de Łódź, en Polonia central. Se encuentra aproximadamente a 3 kilómetros al sur de Wolbórz, a 14 kilómetros al noreste de Piotrków Trybunalski, y a 43 kilómetros al sureste de la capital regional Łódź.
El pueblo tiene una población de 60 habitantes.